# دوريان ملاكي
دوريان ملاكي (الاسم العلمي:Durio malaccensis) هو نوع من النباتات يتبع جنس الدوريان من الفصيلة الخبازية.